# 325
| [ Edytuj tabelę ] |                             |
| Król Aksum        | - 320 Ezana 360             |
| Król Armenii      | - 287 Tiridates III 330     |
| Władca Guptów     | - 320 Ćandragupta I 330     |
| Władca Korei      | - 300 Mich’ŏn 331           |
| Papież            | - 314 Sylwester I 335       |
| Król Persji       | - 309 Szapur II 379         |
| Cesarz Rzymu      | - 306 Konstantyn Wielki 337 |

Rok 325 / CCCXXV
stulecia: III wiek ~
IV wiek ~
V wiek

lata: 315 «
320 «
321 «
322 «
323 «
324 «
325
» 326
» 327
» 328
» 329
» 330
» 335

## Wydarzenia
- 20 maja lub 19 lipca – w Nicei otwarto sobór nicejski, pierwszy sobór ekumeniczny w dziejach Kościoła.
- 25 lipca – zakończył obrady sobór nicejski I, na którym m.in. odrzucono arianizm, uchwalono nicejskie wyznanie wiary oraz rozstrzygnięto spór o datę obchodów Wielkiejnocy.
- Cesarz Konstantyn Wielki zakazał publicznych walk gladiatorów.

## Urodzili się
- Konstancjusz Gallus, cezar, przyrodni brat Juliana Apostaty (zm. 354).
- Orybazjusz, grecki lekarz (zm. 403).
- Prokopiusz, wschodniorzymski uzurpator (zm. 366).

## Zmarli
- Licyniusz, cesarz rzymski.